# 吉田徹 (政治学者)
吉田 徹（よしだ とおる、1975年1月16日 - ）は、日本の政治学者。専門は、比較政治・ヨーロッパ政治。同志社大学政策学部教授。フランス社会科学高等研究院日仏財団リサーチ・アソシエイト。東京都出身。芹沢一也主宰のシノドス国際社会動向研究所理事、公益社団法人北海道地方自治研究所理事。
月刊誌論座の連載コラム（2007年～2008年）で注目を集めた。また週刊誌AERA（アエラ）「日本を立て直す100人」の1人に選ばれた。
父親は、元国連職員で、埼玉大学教養学部の教授を務めた吉田康彦。

## 学歴
- 1993年 東京都立国際高等学校卒業
- 1997年 慶應義塾大学法学部政治学科卒業
- 2002年 東京大学大学院総合文化研究科国際社会科学修士課程修了。ドイツ研究振興協会DIGES II（Diploma for German Studies and European Studies）修了。
- 2005年 東京大学大学院総合文化研究科国際社会科学博士課程単位取得退学。2007年、博士（学術）。

## 職歴
- 1997年 日本貿易振興会（JETRO）（2000年まで）
- 2003年 日本学術振興会特別研究員（2006年まで）
- 2006年 北海道大学大学院法学研究科助教授
- 2007年 北海道大学公共政策大学院准教授
- 2009年 北海道大学法学研究科准教授
- 2010～2012年 パリ政治学院ジャパン・チェアー招聘教員および同政治研究所（CEVIPOF）客員研究員、ニューヨーク大学フランス研究所客員研究員
- 2012年 北海道大学公共政策大学院准教授
- 2015年10月 北海道大学大学院法学研究科教授
- 2021年4月 同志社大学政策学部教授

この他、神戸大学法学部および北海学園大学法学部非常勤講師も務めた。

## 著書

### 単著
- 『ミッテラン社会党の転換―社会主義から欧州統合へ』（法政大学出版局、2008年）
- 『二大政党制批判論―もうひとつのデモクラシーへ』（光文社新書、2009年）
- 『ポピュリズムを考える―民主主義への再入門』（日本放送出版協会、2011年）
- 『感情の政治学』（講談社選書メチエ、2014年）
- 『「野党」論―それは何のためにあるのか』（ちくま新書、2016年）
- 『アフター・リベラル―怒りと憎悪の政治』（講談社現代新書、2020年）
- 『くじ引き民主主義―政治にイノヴェーションを起こす』（光文社新書、2021年）
- 『居場所なき革命―フランス1968年とドゴール主義』（みすず書房、2022年）

### 編著
- 『ヨーロッパ統合とフランス―偉大さを求めた1世紀』（法律文化社、2012年）
- 『野党とは何か―政権交代と組織改革の比較政治』（ミネルヴァ書房、2015年）
- 『民意のはかり方　「世論調査×民主主義」を考える』（法律文化社、2018年）
- 『現代政治のリーダーシップー危機を生き抜いた8人の政治家』（岩波書店、2019年）

### 翻訳
- コリン・ヘイ『政治はなぜ嫌われるのか――民主主義の取り戻し方』（岩波書店、2012年）
- ヤシャ・モンク『民主主義を救え！』（岩波書店、2019年）

## 論文

### 単行本所収論文
- 「ポスト・グローバル時代のフランスーいまだ『強い国家』なのか」岩崎正洋編
  - 岩崎正洋編『ポスト・グローバル化と国家の変容』ナカニシヤ出版、2021年
- "Parliaments in an age of populism" 
  - Cyril Benoit and Olivier Rozenberg（eds.) Handbook of Parliamentary Studies, Edward Elgar Publishing, 2020
- 「フランス―避けがたい国家？」
  - 小川有美・岩崎正洋編『アクセス地域研究Ⅱ先進デモクラシーの再構築』、日本経済評論社、2004年
- 「経済の国」と「文化の国」の逆転―"消えゆく幸福なエキゾチズム"」
  - 石澤靖治編『日本はどう報じられているか』、新潮社、2004年）
- 「フランスのコア・エグゼクティヴ―EUによる調整問題を中心として」
  - 伊藤光利編『政治的エグゼクティヴの比較研究』、早稲田大学出版部、2008年
- 「フランス・ミッテラン社会党政権の成立―逆説の政治的革新」
  - 高橋進・安井宏樹編『政治空間の変容と政策革新（4）政権交代と民主主義』、東京大学出版会、2008年
- 「団体政治とクリーヴィッジ―世紀の利益媒介システムの形成と崩壊」
- 「政治的リーダーシップ―パラダイムの困難と可能」
  - 辻康夫・松浦正孝・宮本太郎編『政治学のエッセンシャルズ―視点と争点』、北海道大学出版会、2008年
- 「ステイツ・オブ・デモクラシー―ポピュリズム・熟議民主主義・アーキテクチャ」
  - 　憲法理論研究会編『社会変動と憲法』、敬文堂、2013年）
- "L'Alternance de 2009 au Japon: La Mutation d'un Régime de parti dominant? "
  - Philippe Aldrin, Luci Bargel, Nicolas Bué, Christine Pina (eds.) Politiques de l'Alternance: Sociologie des Changements de politiques, Ed. du Croquant.
- 「『空っぽの乗り物』？――党組織<開放>の力学」
  - 宮本太郎・山口二郎編『リアル・デモクラシー』、岩波書店、2016年
- 「ポピュリズムとは何か――『民の声は神の声（Vox Populi, Vox Dei?？』」
  - 杉田敦編『岩波講座現代　グローバル化のなかの政治』、岩波書店、2016年
- 「大統領化の中のフランス憲法改正」
  - 駒村圭吾・待鳥聡史編『「憲法改正」の比較政治学』、弘文堂、2016年

### 論文
- 「『強い国家』ゆえの脆弱性？―コロナ危機とフランス政治行政」（吉田徹・村上裕一）『日仏政治研究』第16号
- 「極右に投票する労働者――歴史的ヘゲモニー・ブロックの崩壊？」日本政治学会編『年報政治学』2020-Ⅱ号
- "A New Species? Populism "made in Japan", Asian Journal of Comparative Politics (online first)
- 「フランス大統領選とナショナル・ポピュリズム」『憲法研究』2018年5月号
- 「政権交代とミッテラン外交――『ユーロミサイル危機』をケースとして」『国際政治』第177号（2014年）
- 「欧州統合とナショナルな政党政治――欧州懐疑政党を中心として」-『法学研究』第84巻2号（2011年）
- 「『選択操作的リーダーシップ』の系譜――ミッテランとサッチャー」 - 『日本比較政治学会年報』第10号（2008年）
- 「フランス政党政治の『ヨーロッパ化』――J・P・シュヴェンヌマンを中心に」 - 『国際関係論研究』20号（2003年）
- 「現代フランス政治における主権主義政党の生成と展開」 - 『ヨーロッパ研究』2号（2002年）